# Vaitiare
 (janvier 2012).
Si vous disposez d'ouvrages ou d'articles de référence ou si vous connaissez des sites web de qualité traitant du thème abordé ici, merci de compléter l'article en donnant les références utiles à sa vérifiabilité et en les liant à la section « Notes et références ».
Vaitiare est un prénom féminin d'origine tahitienne.
En France, depuis 1950, 15 enfants ont été prénommés Vaitiare. Le maximum a été atteint en 1993 avec quatre naissances.

## Étymologie
Vaitiare, qui peut se traduire par fleur d'eau, vient de vai qui signifie eau et tiare qui signifie fleur.